# 리오 핀투라스 암각화
리오 핀투라스 암각화(스페인어: Cueva de las Manos, Río Pinturas)는 아르헨티나의 파타고니아지방과 산타 크루즈지방에 있는 동굴에 있는 암각화를 가리킨다. 스페인어로 '손의 동굴'이란 뜻인데, 약 9,000년 전 이곳에 거주하던 원주민들이 만든 것으로 알려져 있다. 광물을 이용해 스텐실로 손 모양을 찍어낸 그림이 유명하며, 구아나코, 라마 등의 야생 동물들의 그림도 있다.
조사 결과 손 모양을 찍은 음각화는 BC 550년경에 만들어진 것으로 밝혀졌고, 양각은 BC 180년경, 그리고 사냥에 관련된 그림은 10,000년 이상 된 것으로 추정된다. 암각화의 대부분의 손이 왼손인 것으로 보아, 이곳에 살던 원주민들은 오른손을 이용해 염료를 뿌리는 파이프를 붙잡는 오른손잡이인 것으로 여겨진다.
고고학적인 중요함이 인정되어 1999년 유네스코 지정 세계유산으로 선정되었다.

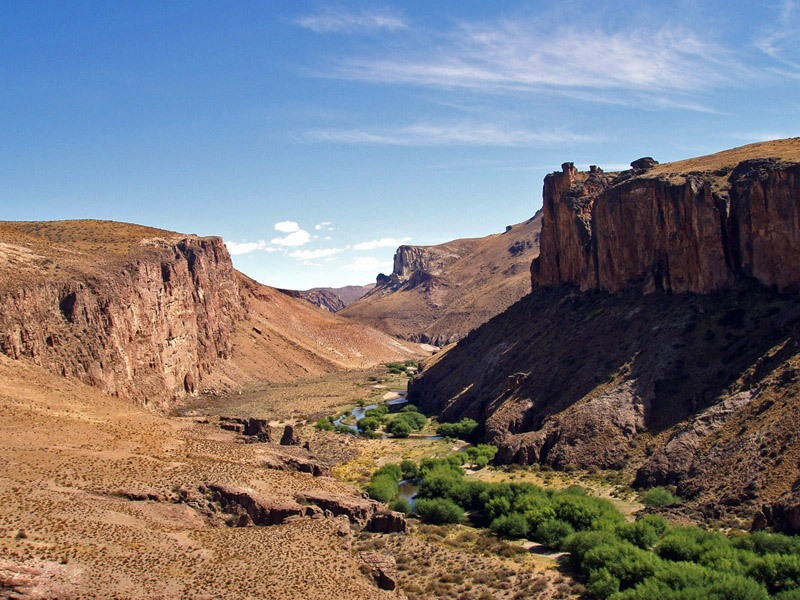
동굴에서 본 핀투라 강의 계곡

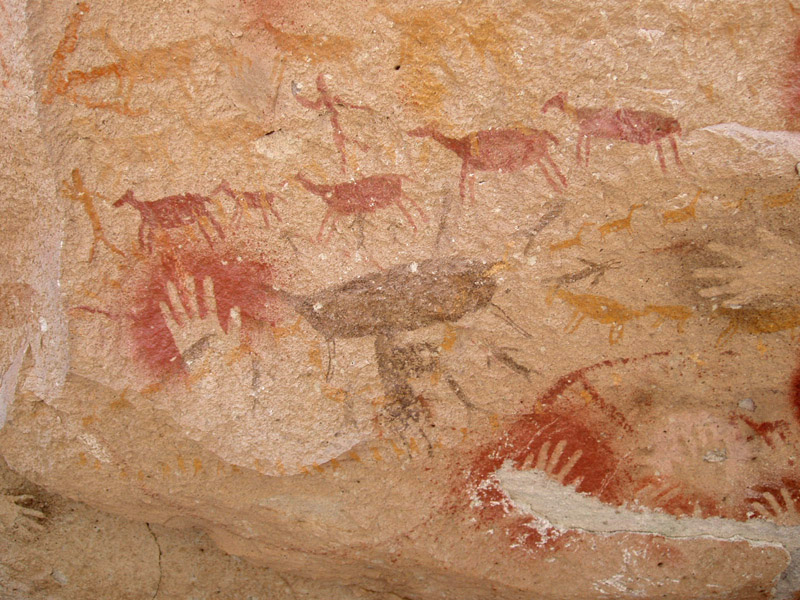
사냥 장면을 담은 벽화

## 같이 보기
- 선사 미술